# Wohlenschwil
Wohlenschwil (schweizertyska: Woleschwil) är en ort och kommun i distriktet Baden i kantonen Aargau, Schweiz. Kommunen har 1 867 invånare (2023).